# Shūsaku Nishikawa
Shūsaku Nishikawa (西川 周作?, Nishikawa Shūsaku; Usa, 18 giugno 1986) è un calciatore giapponese, portiere degli Urawa Reds, di cui è capitano.

## Carriera

### Club

#### Oita Trinita
La carriera da professionista di Shūsaku Nishikawa ha inizio nell'Oita Trinita, debuttando il 21 maggio 2005 nella partia di Coppa J. League vinta per 1-0 contro il Kashiwa Reysol. Il 2 luglio partecipa alla sua prima partita in J1 League, la prima divisione del calcio giapponese, nella sconfitta per 2-0 contro lo Yokohama F. Marinos, solo dopo molte partite otterrà finalmente la sua prima vottoria in campionato, prevalendo per 2-1 contro gli Urawa Reds. Il 3 novembre gioca per la prima volta nella Coppa dell'Imperatore nella vottoria per 3-2 contro il Tokyo Verdy, perdendo però per 3-0 la partita successiva, contro il Kashima Antlers. L'Oita Trinita vincerà l'edizione 2008 della Coppa del Giappone, giocando in varie vittorie come quella per 3-0 contro l'Albirex Niigata, quella per 1-0 contro l'Omiya Ardija e quella per 2-1 contro FC Tokyo, Nishikawa però a causa di un infortunio non giocherà la finale vinta per 2-0 contro lo Shimizu S-Pulse, venendo sostituito da Seigo Shimokawa. La vittoria sarà valevole per la partecipazione all'edizione 2009 della Coppa Suruga Bank dove Nishikawa giocherà come titolare, nella sconfitta per 2-1 contro l'Internacional.

#### Sanfrecce Hiroshima
A partire dal 2010 giocherà vestendo la maglia del Sanfrecce Hiroshima, dove disputerà per la prima volta nell'AFC Champions League giocando in tutto cinque partite con un bilancio di tre sconfitte e due vittorie. Nishikawa vincerà l'edizione 2012 della J1 League, con questa vittoria la squadra si aggiudicherà un posto all'edizione 2012 della Coppa mondiale per club, e Nishikawa giocherà tutte e tre le partite, nella scontitta per 2-1 contro Al-Ahly, e nelle vittorie per 1-0 contro l'Auckland City e per 3-2 ai danni del Ulsan Hyundai. Disputerà l'edizione 2013 della Coppa dell'Imperatore, nei quarti di finale contro il Ventforet Kofu la partita si concluderà per 1-1, e ai calci di rigore il Sanfrecce Hiroshima vincerà per 3-2, Nishikawa parerà un rigore calciato da Kensuke Fukuda, anche la semifinale contro FC Tokyo dopo un 0-0 deciderà la vincitrice ai rigori dove Nishikawa ne parerà tre, calciati da Hirotaka Mita, Aria Jasuru Hasegawa e Naohiro Ishikawa, inoltre anche lo stesso Nishikawa calcerà un rigore mettendolo a segno, e la squadra vincerà per 5-4, accedendo alla finale dove però perderanno per 2-0 contro lo Yokohama F. Marinos.

#### Urawa Red Diamonds
Inizierà a giocare per l'Urawa Reds, dove vincerà l'edizione 2016 della Coppa J. League, giocando solo la finale contro il Gamba Osaka, la partita terminerà con un pareggio di 1-1, e ai rigori Nishikawa parerà il tiro di Hiroto Goya, e la squadra vincerà per 5-4. Otterrà il titolo continentale asiatico vincendo l'edizione 2017 della Champions League asiatica dove Nishikawa giocherà come titolare in tutte le partite, tranne qualla di ritorno contro il FC Seoul. Giocherà pure nell'edizione 2019, disputando la finale contro l'Al-Hilal nella partita d'andata non ha potuto disputare la competizione a causa della squalifica per via di tutte le ammonizioni che aveva accumulato, e la squadra perderà per 1-0, giocherà la partita di ritorno ottenendo un'altra sconfitta per 2-0. A tre anni di distanza nell'edizione 2022 riesce a portare ancora una volta la squadra in finale dopo aver battuto il Jeonbuk Motors, la partita ai tempi supplementari finisce per 2-2 e ai rigori l'Urawa Reds vince per 3-1, Nishikawa para due tiri dagli undici metri calciati da Kim Bo-kyung e Lee Seung-gi, il 6 maggio 2023 vince la coppa continentale battendo l'Al-Hilal per 1-0, con le sue parate Nishikawa non ha concesso agli avversari nemmeno una rete.

### Nazionale
Ha partecipato con la nazionale olimpica alle Olimpiadi di Pechino 2008 dove il Giappone viene eliminato nel girone come ultima classificata con tre sconfitte consecutive.
Nella nazionale giapponese ha sempre faticato a trovare spazio, anche per via della presenza di portieri più esperti di lui come Seigō Narazaki e Eiji Kawashima, ha debuttato in data 8 ottobre 2009 nella vittoria per 6-0 contro Hong Kong, partita di qualificazione alla Coppa d'Asia 2011. Giocherà nell'amichevole vinta per 1-0 contro l'Argentina, entrando in partita nel 85º minuto sostituendo Kawashima, in particolare durante la partita si è fatto notare quando ha respinto fuori dall'area di rigore una palla calciata dalla squadra avversaria su calcio d'angolo permettendo così al suo compagno Ryōichi Maeda di raggiungere l'area di rigore avversaria riuscendo quasi a segnare un secondo gol.
Viene convocato alla Coppa d'Asia 2011, laureandosi campione continentale, giocando due partite, la prima nella vittoria contro la Siria per 2-1 entrando nel secondo tempo per via dell'espulsione di Kawashima, e la seconda nella vittoria per 5-0 contro l'Arabia Saudita, ottenendo l'accesso ai quarti di finale, dove Kawashima riprenderà il ruolo di portiere titolare per tutta la gara a eliminazione diretta.
Giocherà in varie partite amichevoli, una nel 2011 vinta per 1-0 contro il Vietnam e un'altra nel 2012 vinta per 3-1 contro l'Islanda. Ottiene la convocazione per la Coppa d'Asia orientale 2013, giocando nella partita che si concluderà in pareggio per 3-3 contro la Cina, invece nella partita vinta contro l'Australia per 3-2 verrà sostituito da Shūichi Gonda, infine nell'ultima partita sarà nuovamente Nishikawa il portiere titolare e il Giappone vince la coppa battendo per 2-1 la Corea del Sud.
Otterrà la convocazioni in alcune amichevoli, ad esempio nel 2013 gioca come titolare nella vittoria per 3-0 contro il Guatemala e nel pareggio per 2-2 contro i Paesi Bassi, invece nel 2014 giocherà nelle vittorie per 4-3 contro lo Zambia, per 1-0 contro la Giamaica e per 6-0 contro l'Honduras.
Verrà convocato per la Coppa d'Asia orientale 2015, giocando solo due partite, la prima si conclude con una sconfitta per 2-1 contro la Corea del Nord mentre la seconda con un pareggio per 1-1 contro la Corea del Sud, invece nell'ultima partita contro la Cina, che finisce con un altro pareggio per 1-1 impedendo così di ottenere il titolo, Nishikawa viene sostituito con Masaaki Higashiguchi.
Giocherà in alcune delle varie partite di qualificazione per il Mondiale 2018, nelle quali, la sua ultima partita in nazionale, si è svolta contro l'Arabia Saudita con una vittoria per 2-1.

## Statistiche

### Cronologia presenze e reti in nazionale
| Cronologia completa delle presenze e delle reti in nazionale ― Giappone | Cronologia completa delle presenze e delle reti in nazionale ― Giappone | Cronologia completa delle presenze e delle reti in nazionale ― Giappone | Cronologia completa delle presenze e delle reti in nazionale ― Giappone | Cronologia completa delle presenze e delle reti in nazionale ― Giappone | Cronologia completa delle presenze e delle reti in nazionale ― Giappone | Cronologia completa delle presenze e delle reti in nazionale ― Giappone | Cronologia completa delle presenze e delle reti in nazionale ― Giappone |
| Data                                                                    | Città                                                                   | In casa                                                                 | Risultato                                                               | Ospiti                                                                  | Competizione                                                            | Reti                                                                    | Note                                                                    |
| ----------------------------------------------------------------------- | ----------------------------------------------------------------------- | ----------------------------------------------------------------------- | ----------------------------------------------------------------------- | ----------------------------------------------------------------------- | ----------------------------------------------------------------------- | ----------------------------------------------------------------------- | ----------------------------------------------------------------------- |
| 8-10-2009                                                               | Shizuoka                                                                | Giappone                                                                | 6 – 0                                                                   | Hong Kong                                                               | Qual. Coppa d'Asia 2011                                                 | -                                                                       |                                                                         |
| 8-10-2010                                                               | Saitama                                                                 | Giappone                                                                | 1 – 0                                                                   | Argentina                                                               | Amichevole                                                              | -                                                                       | 85’                                                                     |
| 12-10-2010                                                              | Seul                                                                    | Corea del Sud                                                           | 0 – 0                                                                   | Giappone                                                                | Amichevole                                                              | -                                                                       |                                                                         |
| 13-1-2011                                                               | Doha                                                                    | Siria                                                                   | 1 – 2                                                                   | Giappone                                                                | Coppa d'Asia 2011 - 1º turno                                            | -1                                                                      | 75’                                                                     |
| 17-1-2011                                                               | Al Rayyan                                                               | Giappone                                                                | 5 – 0                                                                   | Arabia Saudita                                                          | Coppa d'Asia 2011 - 1º turno                                            | -                                                                       |                                                                         |
| 7-10-2011                                                               | Kōbe                                                                    | Giappone                                                                | 1 – 0                                                                   | Vietnam                                                                 | Amichevole                                                              | -                                                                       |                                                                         |
| 15-11-2011                                                              | Pyongyang                                                               | Corea del Nord                                                          | 1 – 0                                                                   | Giappone                                                                | Qual. Mondiali 2014                                                     | -1                                                                      |                                                                         |
| 24-2-2012                                                               | Osaka                                                                   | Giappone                                                                | 3 – 1                                                                   | Islanda                                                                 | Amichevole                                                              | -1                                                                      |                                                                         |
| 21-7-2013                                                               | Seul                                                                    | Giappone                                                                | 3 – 3                                                                   | Cina                                                                    | Coppa dell'Asia orientale 2013                                          | -3                                                                      |                                                                         |
| 28-7-2013                                                               | Seul                                                                    | Corea del Sud                                                           | 1 – 2                                                                   | Giappone                                                                | Coppa dell'Asia orientale 2013                                          | -1                                                                      |                                                                         |
| 6-9-2013                                                                | Osaka                                                                   | Giappone                                                                | 3 – 0                                                                   | Guatemala                                                               | Amichevole                                                              | -                                                                       |                                                                         |
| 16-11-2013                                                              | Genk                                                                    | Paesi Bassi                                                             | 2 – 2                                                                   | Giappone                                                                | Amichevole                                                              | -2                                                                      |                                                                         |
| 7-6-2014                                                                | Tampa                                                                   | Giappone                                                                | 4 – 3                                                                   | Zambia                                                                  | Amichevole                                                              | -3                                                                      |                                                                         |
| 10-10-2014                                                              | Niigata                                                                 | Giappone                                                                | 1 – 0                                                                   | Giamaica                                                                | Amichevole                                                              | -                                                                       |                                                                         |
| 14-11-2014                                                              | Toyota                                                                  | Giappone                                                                | 6 – 0                                                                   | Honduras                                                                | Amichevole                                                              | -                                                                       | 81’                                                                     |
| 2-8-2015                                                                | Wuhan                                                                   | Corea del Nord                                                          | 2 – 1                                                                   | Giappone                                                                | Coppa dell'Asia orientale 2015                                          | -2                                                                      |                                                                         |
| 5-8-2015                                                                | Wuhan                                                                   | Giappone                                                                | 1 – 1                                                                   | Corea del Sud                                                           | Coppa dell'Asia orientale 2015                                          | -1                                                                      |                                                                         |
| 3-9-2015                                                                | Saitama                                                                 | Giappone                                                                | 3 – 0                                                                   | Cambogia                                                                | Qual. Mondiali 2018                                                     | -                                                                       |                                                                         |
| 8-9-2015                                                                | Teheran                                                                 | Afghanistan                                                             | 0 – 6                                                                   | Giappone                                                                | Qual. Mondiali 2018                                                     | -                                                                       |                                                                         |
| 8-10-2015                                                               | Seeb                                                                    | Siria                                                                   | 0 – 3                                                                   | Giappone                                                                | Qual. Mondiali 2018                                                     | -                                                                       |                                                                         |
| 13-10-2015                                                              | Teheran                                                                 | Iran                                                                    | 1 – 1                                                                   | Giappone                                                                | Amichevole                                                              | -1                                                                      |                                                                         |
| 12-11-2015                                                              | Singapore                                                               | Singapore                                                               | 0 – 3                                                                   | Giappone                                                                | Qual. Mondiali 2018                                                     | -                                                                       |                                                                         |
| 17-11-2015                                                              | Phnom Penh                                                              | Cambogia                                                                | 0 – 2                                                                   | Giappone                                                                | Qual. Mondiali 2018                                                     | -                                                                       |                                                                         |
| 29-3-2016                                                               | Saitama                                                                 | Giappone                                                                | 5 – 0                                                                   | Siria                                                                   | Qual. Mondiali 2018                                                     | -                                                                       |                                                                         |
| 7-6-2016                                                                | Suita                                                                   | Giappone                                                                | 1 – 2                                                                   | Bosnia ed Erzegovina                                                    | Amichevole                                                              | -2                                                                      |                                                                         |
| 1-9-2016                                                                | Saitama                                                                 | Giappone                                                                | 1 – 2                                                                   | Emirati Arabi Uniti                                                     | Qual. Mondiali 2018                                                     | -2                                                                      |                                                                         |
| 6-9-2016                                                                | Bangkok                                                                 | Thailandia                                                              | 0 – 2                                                                   | Giappone                                                                | Qual. Mondiali 2018                                                     | -                                                                       | 83’                                                                     |
| 6-10-2016                                                               | Saitama                                                                 | Giappone                                                                | 2 – 1                                                                   | Iraq                                                                    | Qual. Mondiali 2018                                                     | -1                                                                      |                                                                         |
| 11-10-2016                                                              | Melbourne                                                               | Australia                                                               | 1 – 1                                                                   | Giappone                                                                | Qual. Mondiali 2018                                                     | -1                                                                      |                                                                         |
| 11-11-2016                                                              | Kashima                                                                 | Giappone                                                                | 4 – 0                                                                   | Oman                                                                    | Amichevole                                                              | -                                                                       |                                                                         |
| 15-11-2016                                                              | Tokyo                                                                   | Giappone                                                                | 2 – 1                                                                   | Arabia Saudita                                                          | Qual. Mondiali 2018                                                     | -1                                                                      |                                                                         |
| Totale                                                                  |                                                                         | Presenze                                                                | 31                                                                      |                                                                         | Reti                                                                    | -23                                                                     |                                                                         |

| Cronologia completa delle presenze e delle reti in nazionale ― Giappone Olimpica | Cronologia completa delle presenze e delle reti in nazionale ― Giappone Olimpica | Cronologia completa delle presenze e delle reti in nazionale ― Giappone Olimpica | Cronologia completa delle presenze e delle reti in nazionale ― Giappone Olimpica | Cronologia completa delle presenze e delle reti in nazionale ― Giappone Olimpica | Cronologia completa delle presenze e delle reti in nazionale ― Giappone Olimpica | Cronologia completa delle presenze e delle reti in nazionale ― Giappone Olimpica | Cronologia completa delle presenze e delle reti in nazionale ― Giappone Olimpica |
| Data                                                                             | Città                                                                            | In casa                                                                          | Risultato                                                                        | Ospiti                                                                           | Competizione                                                                     | Reti                                                                             | Note                                                                             |
| -------------------------------------------------------------------------------- | -------------------------------------------------------------------------------- | -------------------------------------------------------------------------------- | -------------------------------------------------------------------------------- | -------------------------------------------------------------------------------- | -------------------------------------------------------------------------------- | -------------------------------------------------------------------------------- | -------------------------------------------------------------------------------- |
| 7-8-2008                                                                         | Tientsin                                                                         | Giappone                                                                         | 0 – 1                                                                            | Stati Uniti                                                                      | Olimpiadi 2008 - 1º turno                                                        | -1                                                                               |                                                                                  |
| 10-8-2008                                                                        | Tientsin                                                                         | Nigeria                                                                          | 2 – 1                                                                            | Giappone                                                                         | Olimpiadi 2008 - 1º turno                                                        | -2                                                                               |                                                                                  |
| 13-8-2008                                                                        | Shenyang                                                                         | Paesi Bassi                                                                      | 1 – 0                                                                            | Giappone                                                                         | Olimpiadi 2008 - 1º turno                                                        | -1                                                                               |                                                                                  |
| Totale                                                                           |                                                                                  | Presenze                                                                         | 3                                                                                |                                                                                  | Reti                                                                             | -4                                                                               |                                                                                  |

## Palmarès

### Club

#### Competizioni nazionali
- Coppa J. League: 2

Oita Trinita: 2008
Urawa Reds: 2016
- Campionato giapponese: 2

Sanfrecce Hiroshima: 2012, 2013
- Supercoppa del Giappone: 2

Sanfrecce Hiroshima: 2013
Urawa Reds: 2022
- Coppa dell'Imperatore: 2

Urawa Reds: 2018, 2021

#### Competizioni internazionali
- Coppa Suruga Bank: 1

Urawa Reds: 2017
- AFC Champions League: 2

Urawa Reds: 2017, 2022

### Nazionale
- Coppa d'Asia: 1

2011
- Kirin Cup: 1

2011
- Coppa dell'Asia orientale: 1

2013

### Individuale
- Squadra del campionato giapponese: 6

2012, 2013, 2014, 2015, 2016, 2023
- Premio Fair-Play del campionato giapponese: 2

2014, 2018